# بوعرك (بوعرك)
بوعرك هي إحدى مشيخات المملكة المغربية، تتبع جغرافيا لإقليم الناظور وإداريًا لبوعرك. يقدر عدد سكانها بـ 16470 نسمة حسب الإحصاء الرسمي للسكان والسكنى لسنة 2004.